# Tunnel van Nismes
De tunnel van Nismes is een spoortunnel in de gemeente Viroinval. De tunnel heeft een lengte van 485 meter. De enkelsporige spoorlijn 132 gaat door deze tunnel.